# Cristina Guillema de Hessen-Eschwege
Cristina Guillema de Hessen-Eschwege (en alemany Christine von Hessen-Eschwege) va néixer a Kassel (Alemanya) el 30 d'octubre de 1648 i va morir a Bevern el 19 de març de 1702. Era filla de Frederic de Hessen Eschwege (1617-1655) i d'Elionor Caterina de Zweibrücken (1626-1692).

## Matrimoni i fills
El 25 de novembre de 1667 es va casar a Eschwege amb el duc Ferran Albert I de Brunsvic-Lüneburg (1636-1687), fill d'August II (1579-1666) i d'Elisabet Sofia de Mecklenburg-Güstrow (1613-1676). El matrimoni va tenir nou fills, sis dels quals arribaren a l'edat adulta: 
- Leopold Carles, bascut i mort el 1670.
- Frederic Albert (1672-1673)
- Sofia Elionor (1674-1711)
- Clàudia Elionor (1675-1676)
- August Ferran (1677-1704)
- Ferran Albert II (1680-1735), casat amb la seva cosina Antonieta Amàlia de Brunsvic-Lüneburg (1696-1762).
- Ernest Ferran (1682-1746), casat amb Elionor Carlota de Curlàndia (1686-1748).
- Ferran Cristià (1682-1706)
- Enric Ferran (1684-1706)